# Víctor Hugo Morales (futbolista)
Víctor Hugo Morales (Santa Ana, Tucumán, 21 de noviembre de 1966) es un exfutbolista argentino que jugaba como defensor.

## Carrera

### San Lorenzo de Santa Ana
Morales se inició futbolísticamente en San Lorenzo de su ciudad natal. Jugó en San Lorenzo hasta 1987, cuando sus grandes actuaciones hicieron que otros clubes de la provincia pongan sus ojos en él. 

### Concepción
En 1988 llegó a Concepción y en su primer año se coronó campeón de la Liga Tucumana, por primera vez en la historia del club, cortando la hegemonía de los 2 clubes más importantes de la provincia, que venían repartiéndose los títulos desde 1969 y se clasificó al Torneo del Interior. En el equipo de Concepción jugó hasta 1990.

### Atlético Tucumán
En 1990 fue transferido a Atlético Tucumán, luego de su destacado nivel en el cuervo del sur. Morales jugó un total de 227 partidos con la camiseta del decano, convirtiéndose en uno de los jugadores con más partidos en la historia de la institución y convirtió 8 goles.

## Clubes
| Club                     | País      |
| ------------------------ | --------- |
| San Lorenzo de Santa Ana | Argentina |
| Concepción               | Argentina |
| Atlético Tucumán         | Argentina |

## Palmarés
| Título        | Equipo     | País      | Año  |
| ------------- | ---------- | --------- | ---- |
| Liga Tucumana | Concepción | Argentina | 1988 |